# Sleeping Beauty (mine)
Pour les articles homonymes, voir Sleeping Beauty (homonymie).
La mine de Sleeping Beauty est une ancienne mine de turquoise se trouvant dans la partie sud-ouest des États-Unis, à Globe en Arizona. C'était l'une des plus grandes du monde, et la plus grande des États-Unis, avant sa fermeture en août 2012.
La très grande qualité des pierres de cette mine fait qu’elles ont souvent été qualifiées comme étant des turquoises « sleeping beauty ». Son nom provient de l’aspect de la montagne, ressemblant à une femme endormie, couchée sur le dos, les bras croisés. Les turquoises Sleeping Beauty possèdent une couleur bleu ciel pure, montrant très peu, ou aucune veine ou impureté. Contrairement à ce qui est pratiqué dans la majorité des autres extractions de turquoise, les pierres de cette mine étaient souvent assez stables pour être polies et utilisées sans aucun traitements, ni stabilisation. (notamment cuisson des pierres pour en exacerber les couleurs)

## Histoire
La turquoise a été découverte par accident. La mine a été ouverte pour extraire du cuivre et de l’or, puis très récemment les premières turquoises ont été découvertes. Même sous forme brute, les pierres sont d’un bleu ciel éclatant.
Ensuite, les détaillants, grossistes et touristes ont pu visiter la mine. L’extraction de turquoise était suffisante pour répondre à la demande commerciale. Mais la mine de Sleeping Beauty a fermé en août 2012, et il n'y a aucun projet de réouverture de cette mine dans le futur,. Beaucoup des plus célèbres mines de turquoise du sud-ouest ont épuisé leurs ressources et ont fermé.